# Godssystem
Godssystem var det ekonomiskt-sociala system som var rådande under feodalismen. 

## Historia
Sina tidigaste rötter har systemet i den senare romerska kejsartiden där storgårdar förvandlades till självförsörjande gods. Systemets huvudsakliga funktion var att organisera jordbruket. Det byggde på decentralisering och självhushållning.
Jordägandet var en betydande del av feodalsamhället.   Det var en organiserande grundpelare i den lantliga ekonomin som hade sitt ursprung i det romerska villasystem som fanns under den sena romartiden.    Det var vanligt förekommande i västra och delar av det centrala Europa under medeltiden, och ersattes långsamt av penningbaserad marknadsekonomi och nya former av jordbrukskontrakt. Jordägandet kännetecknades av överlåtande av laglig och ekonomisk makt till en herre, stödd ekonomiskt från hans direkta landägande och från obligatoriska bidrag från jordbruksbefolkningen under hans jurisdiktion. Dessa obligationer kunde betalas på flera sätt; genom arbete, in natura eller, sällan, i mynt.
Jordägandet dog långsamt och styckevis ut. Formen överlevde livegenskapen liksom den överlevde feodalismen.  De sista feodala resterna i Frankrike försvann under franska revolutionen.  I delar av Preussen kvarstod godsen, Rittergut, fram till andra världskriget.